# Леопольд Окулицький
Леопольд Окулицький (пол. Leopold Okulicki, псевдо Ведмедик пол. Niedźwiadek; 12 листопада 1898, Братучіци поблизу Бохні (на той час — Австро-Угорщина) — 24 грудня 1946) — польський військовик, генерал, останній командувач Армії Крайової.

## З життєпису
У 1910 році став членом напіввійськового Стрілецького союзу, в 1914 склав іспити на чин унтер-офіцера. В 1915 році вступив у полк Польських Легіонів, що входили до складу Австро-Угорської армії.

### Перша світова війна та міжвоєнний період
Брав участь у Першій світовій і Радянсько-польській війнах. У міжвоєнний період залишився в армії, закінчив у 1925 році Вище військове училище у Варшаві, був штабним офіцером і вів викладацьку діяльність, цього ж року з відзнакою закінчив цей навчальний заклад і в чині капітана направлений у Гродно на посаду офіцера штабу округу. Прослуживши там майже п'ять років і отримавши чин майора, протягом року командував батальйоном у 75-му піхотному полку. Потім направлений у Центр підготовки піхоти у Рембертові, де чотири роки викладав тактику майбутнім офіцерам польської армії.
Ще рік прослуживши у військах, у чині підполковника був запрошений на роботу в Генеральний Штаб, де з 1936 по 1939 роки займався розробкою оперативного плану «Схід» («Wschód»), у якому детально опрацьовувалися дії Війська Польського в разі нападу СРСР.

## Друга світова війна
Після початку Другої світової війни брав участь в обороні Варшави. Уник полону.
Вступив у підпільну організацію «Служба Перемоги Польщі» (пол. Służba Zwycięstwu Polski). Пізніше став комендантом лодзинського округу «Союзу збройної боротьби» а потім — комендантом цієї організації у Львові.

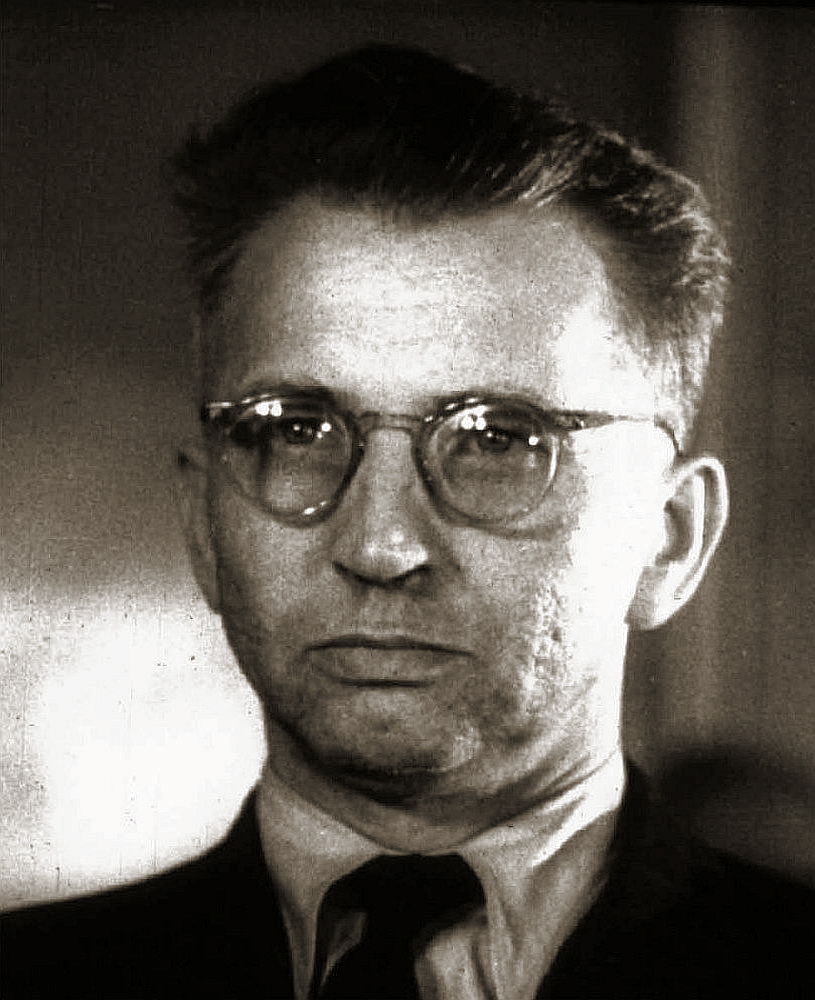

1941 року заарештований НКВС, утримувався у Луб'янській в'язниці в Москві. Після початку Радянсько-німецької війни і підписання угоди між Сікорським і урядом СРСР (Угода Сікорського-Майського), був звільнений і зайняв пост начальника штабу створюваної на території СРСР польської армії генерала Андерса. Пізніше був призначений командиром 7-ї піхотної дивізії. Пройшовши підготовку в Лондоні, був направлений на конспіративну роботу в окуповану Польщу.
У липні 1944 року став командиром другого ешелону Армії Крайової. Тадеуш Бур-Коморовський призначив його своїм заступником і наступником. 27 липня 1944 Бур-Коморовський призначив його комендантом нової таємної організації під назвою NIE. Зберіг на нелегальному становищі у Варшаві конспіративні штаби NIE, зброю та боєприпаси, радіопередавачі.
Брав участь у Варшавському повстанні як начальник штабу АК. Після придушення повстання йому вдалося втекти вкупі з цивільним населенням.
3 жовтня 1944 призначений Головнокомандувачем Армії Крайової. Зважаючи на неможливість продовження спрямованої проти НКВС і радянських військ широкомасштабної підпільної війни через втому населення, людські втрати та репресії з боку НКВС і польських органів державної безпеки, ухвалив рішення про зміну стратегії боротьби. 19 січня 1945 на залізничному вокзалі в Ченстохові видав наказ про розпуск Армії Крайової, наказавши зберегти на нелегальному становищі конспіративні штаби АК, заховати в надійних місцях зброю і боєприпаси, ретельно законспірувати місцезнаходження радіопередавачів.

## Арешт і загибель

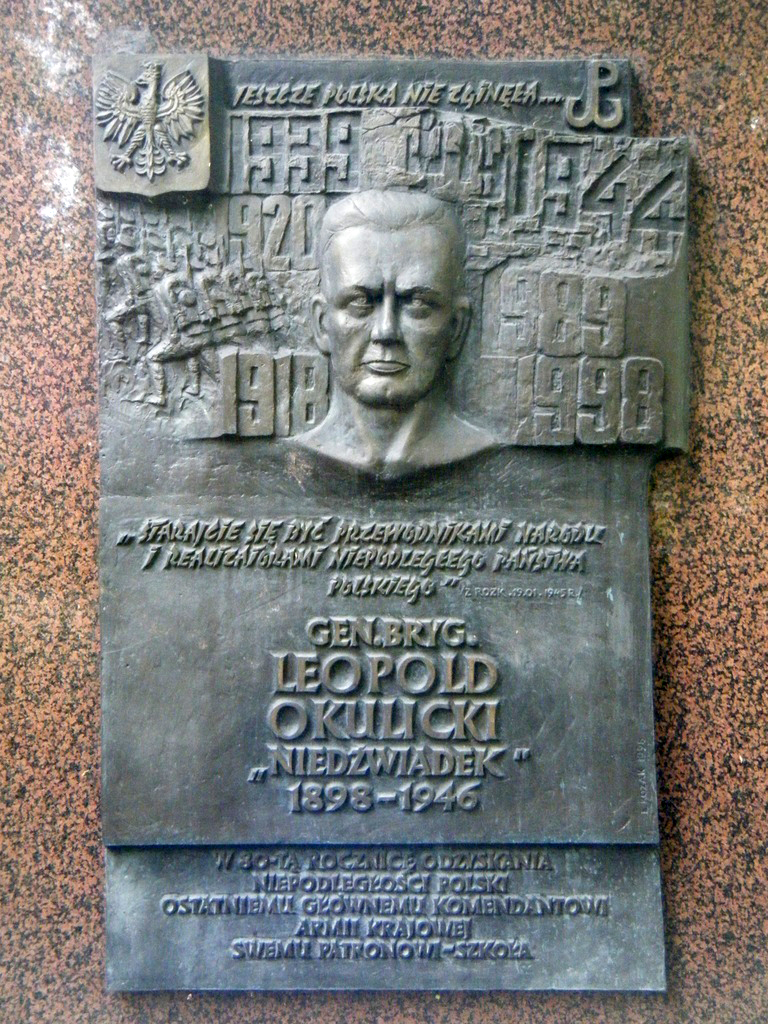
Меморіальна дошка у Варшаві

У лютому 1945 року представники емігрантського польського уряду, що знаходилися в Польщі, більшість делегатів Ради національної єдності (тимчасового підпільного парламенту) і керівники АК були запрошені «генералом радянських військ Івановим» (генералом НКДБ Іваном Сєровим) на «конференцію з приводу можливого входження керівників підпілля в новий уряд». Незважаючи на гарантії безпеки, 27 березня вони були заарештовані в Прушкуві і доставлені до Москви. Окулицький був засуджений на 10 років позбавлення волі.
Доля Окулицького після 1945 року невідома. 21 червня 1955 року уряди США і Великої Британії звернулися до Москви і Варшави з офіційними нотами з питанням про долю засуджених на «Процесі шістнадцяти», які не повернулися до того часу з СРСР. У результаті в жовтні 1955 і в 1956 роках радянська влада заявили, що Леопольд Окулицкий помер в тюрмі на Луб'янці 24 грудня 1946 року від серцевого нападу і паралічу, а його останки були спалені. Цю інформацію поставили під сумнів інші засуджені на процесі і до того часу звільнені з ув'язнення Адам Бень і Антоній Пайдак, які заявили, що Окулицкий був убитий: обидва вони чули, як в різдвяний святвечір, 24 грудня 1946 року його виводили з камери № 62 на розстріл.

## Нагороди
- Срібна медаль «За хоробрість» (Австро-Угорщина) (1917)
- Virtuti Militari
  - срібний хрест (№4 549; 1921)
  - золотий хрест — нагороджений двічі (1939 і 1944)
- Хрест Хоробрих — нагороджений 4 рази (1921, 1922, 1922 і 1944)
- Хрест Незалежності (1932)
- Золотий хрест Заслуги (Польща) з мечами
- Медаль «Десятиліття здобутої незалежності»
- Пам'ятна медаль учаснику війни 1918-1921 років
- Хрест Армії Крайової (№1; 15 серпня 1967, посмертно)
- Легіон Заслуг (США), командорський хрест (17 серпня 1984, посмертно)
- Зірка Стійкості (1985, посмертно)
- Орден Білого Орла (1995, посмертно)